# Верхнетузлово
Верхнетузлово (укр. Верхньотузлове) — село, относится к Свердловскому району Луганской области Украины. Под контролем самопровозглашённой Луганской Народной Республики.

## География
Соседние населённые пункты: сёла Новоборовицы на юге, Любимое на юго-западе, Зеленополье на северо-западе; посёлок Иващенко на севере; сёла Карпово-Крепенское на северо-востоке, Дарьино-Ермаковка и Астахово на востоке.

## История
В 1946 г. Указом ПВС УССР колония Верхне-Тузлово переименована в село Верхне-Тузлово.

## Население
Население по переписи 2001 года составляло 100 человек.

## Общие сведения
Почтовый индекс — 94870. Телефонный код — 6434. Занимает площадь 10,35 км². Код КОАТУУ — 4424286602.

## Местный совет
94870, Луганская обл., Свердловский район, с. Новоборовицы, ул. Шевченко